# Залп

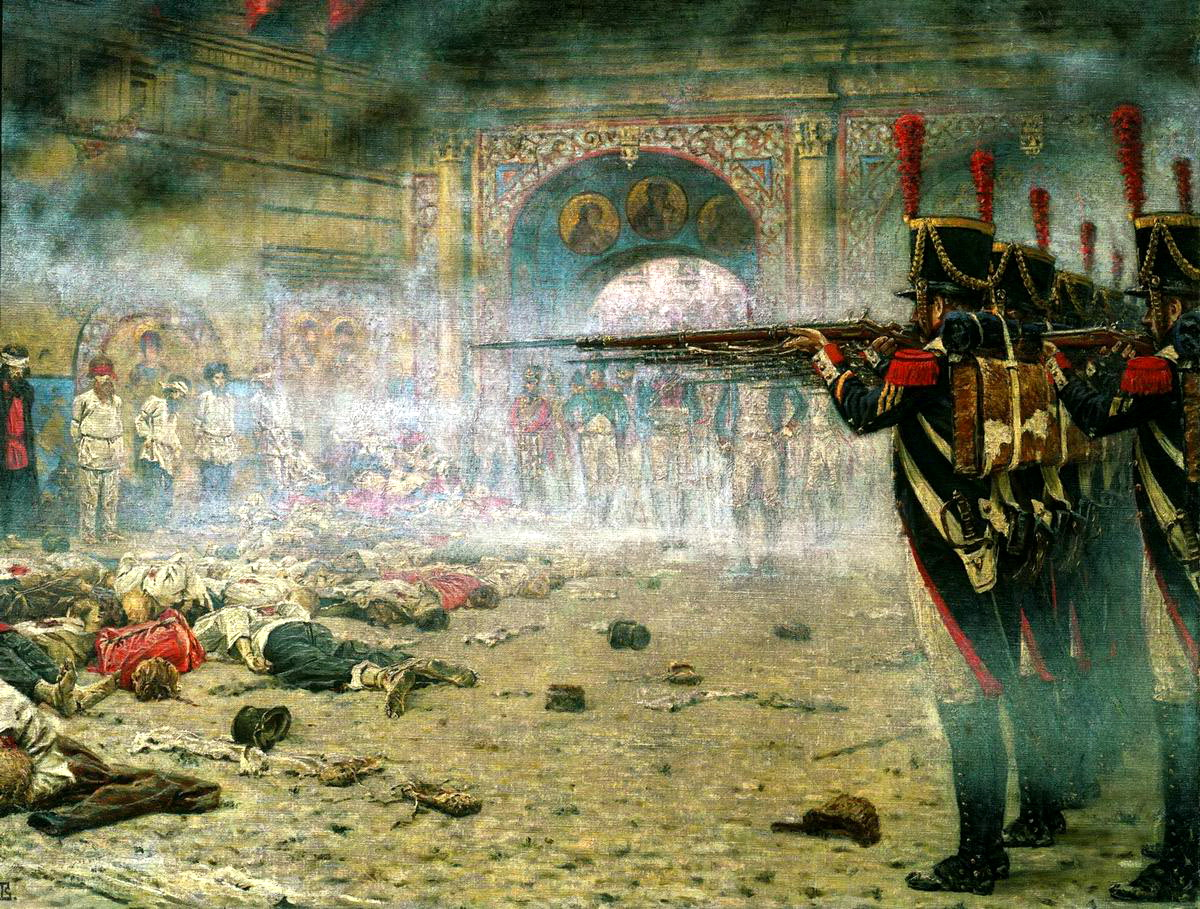
Стрельба залпом, картина В. В. Верещагина, Расстрел французами поджигателей в Москве, 1812 год.

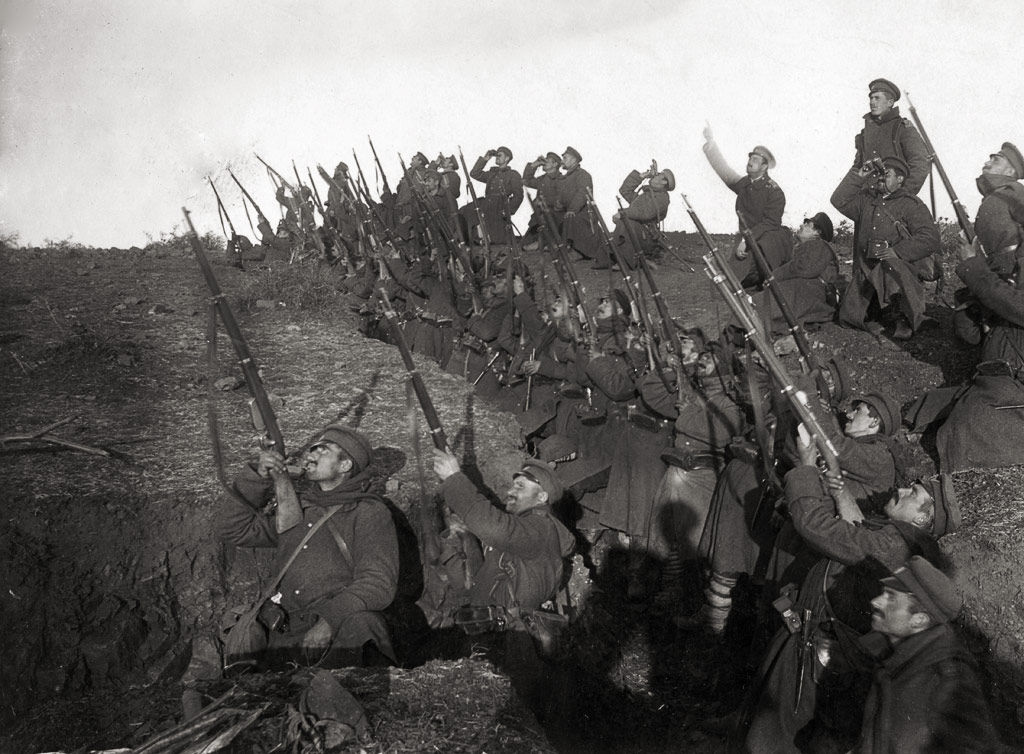
ПМВ: Болгарские пехотинцы в готовности сделать залп по самолёту противника.

Залп (также пальба залпом, стрельба залпом, залповая стрельба) — одновременный выстрел (стрельба) из нескольких ружей или артиллерийских орудий.

## История

### Стрелковое оружие
В Русской армии, при Петре Первом, уставами для основного формирования пехотных людей — роты, были определены виды пальбы (стрельбы). Одним из таких видов была пальба (стрельба) залпом, когда вся рота стреляла одновременно.
Немногочисленные выгоды от залповой стрельбы из стрелкового оружия заключаются в сильном психологическом впечатлении на противника, контролем за расходом боеприпасов и возможностью визуально установить место падения большого числа пуль, в отличие от падения пуль одиночных (иногда с этой целью залп употреблялся для пристрелки). Залп также применяется, когда из-за дальности расстояния нельзя было рассчитывать на эффективную стрельбу или же когда цель достаточно значительна по размерам. При расстрелах залп «размазывал» ответственность за убийство. Согласно дореволюционным источникам, стрельба из сомкнутого строя производилась «всегда залпами, так как только такая стрельба соответствует духу указанного строя».

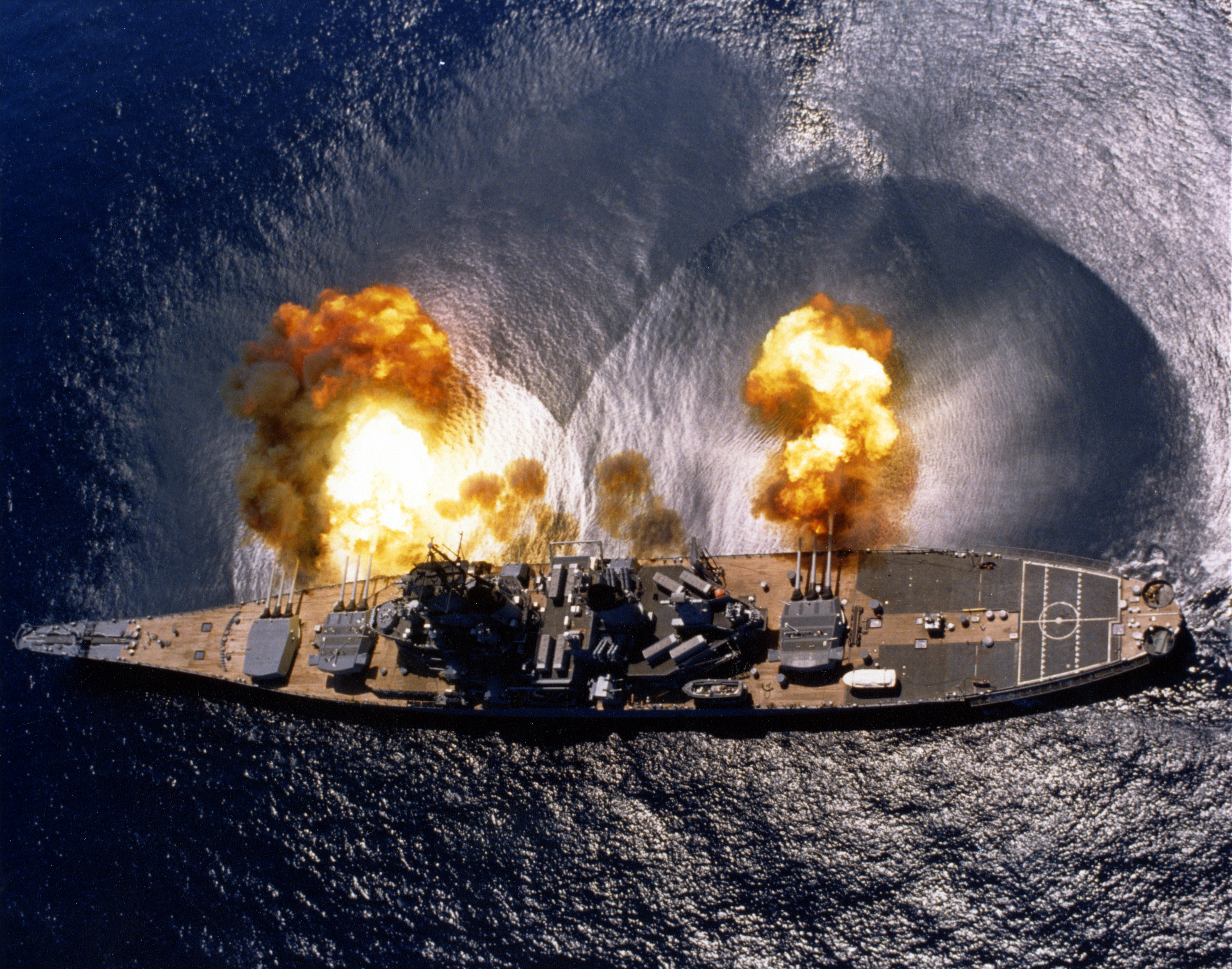
Артиллерийский залп с линкора «Айова»

Меткость при залповой стрельбе много меньше, так как при этом каждый стрелок стеснён выбором времени для производства выстрела и может не успеть прицелится к моменту залпа, либо в этот момент выбранная им цель скрылась за укрытием. Эффективность поражения снижается также за счёт неоднократного попадания в одну цель при пропуске других.
С момента появления огнестрельного оружия, вплоть до начала XX века, в Русской императорской армии залповая стрельба была излюбленным приёмом пехоты. Между тем, в иностранных армиях значение залпового огня понизилось сразу вслед за принятием на вооружение скорострельных ружей и в особенности после английского опыта бурской войны, после которой уставы крупнейших иностранных армий допускали применение залпового огня лишь в исключительных случаях.
После русско-японской войны взгляд на значение залпов существенно изменился и в Российской империи: наставление для обучения стрельбе 1909 года отводит ещё много места залповому огню, но уже в наставлении для ведения боя пехотой от 1910 года вводится дополнительное указание применять залповый огонь «крайне редко и осмотрительно».

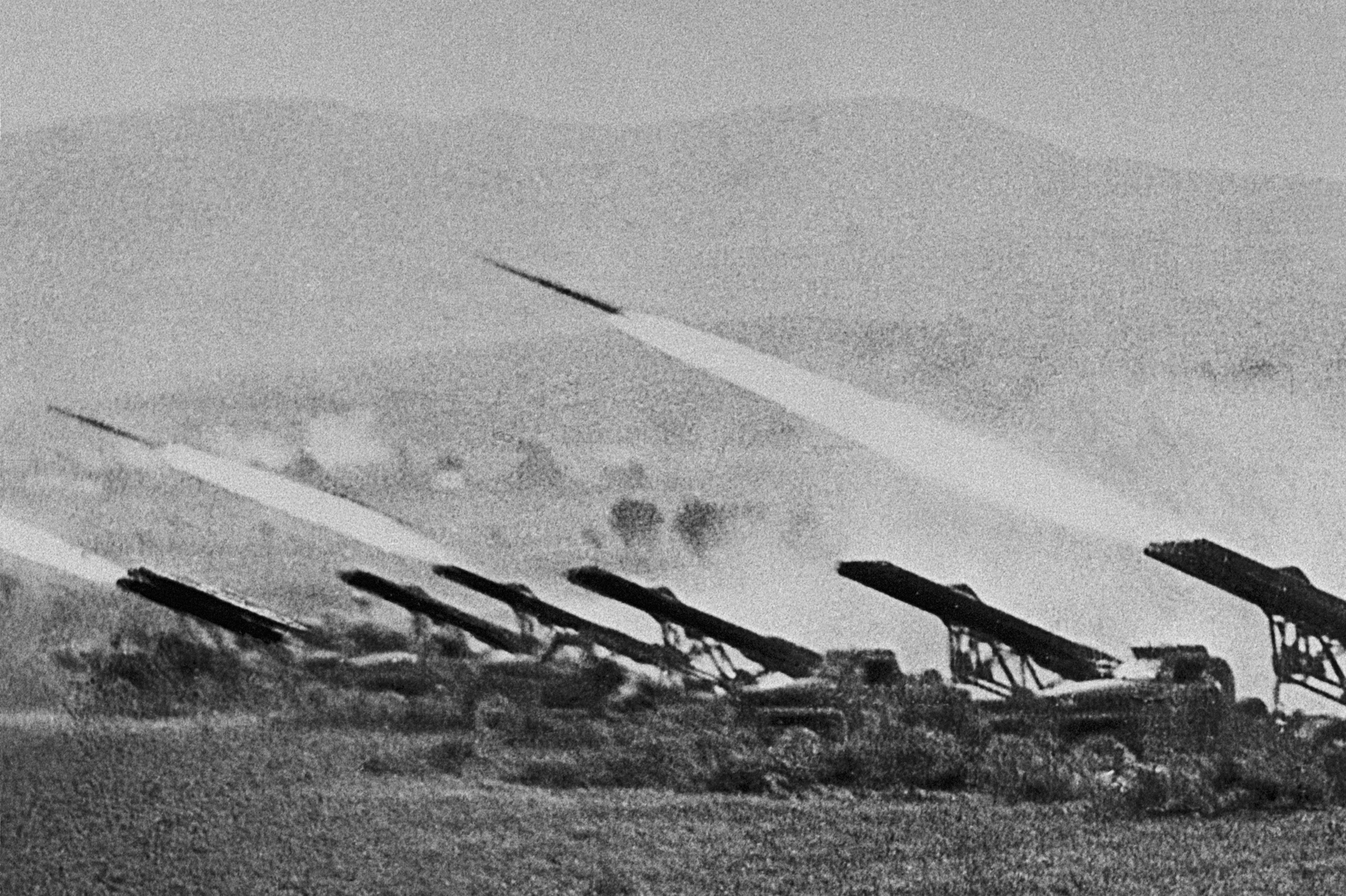
ВОВ: Сталинградская битва. Миномётный залп «Катюш»

### Из орудий
При стрельбе из орудий залп ещё сохраняет значение как психологического воздействия на врага, так и в смысле сильного разрушительного действия при совокупном попадании нескольких снарядов и массы поражений в короткий промежуток времени (см. Артподготовка), но непосредственно во время боя уже в первой половине XX века залповый огонь артиллерии практически перестал применяться, уступая место беглому огню. Последнему также способствовало появление систем залпового огня.
Залповый огонь артиллерии производится лишь в тех случаях, когда орудия хорошо пристреляны, и должен быть согласован с действительной потребностью, свойствами и важностью цели. Например, когда наступающий противник не имеет сведений о наличии (количестве) у обороняющихся артиллерийских орудий, одновременный залп из последних позволяет нанести неприятелю максимальный урон до того, как он сможет отступить или укрыться (хотя этот случай можно расценивать и как открытие беглого огня по команде, однако, начинается он именно с залпа). Залп делается или по команде, или же автоматически, посредством электрических приборов и запалов; автоматический залп применяется для крепостных орудий и для корабельной артиллерии.